# Rancho San José de los Sapos
Rancho San José de los Sapos es una localidad del estado mexicano de Guanajuato. Es parte del municipio de León.

## Toponimia
El nombre «San José» hace referencia al santo patrono de la localidad: José de Nazaret.

## Demografía
| Gráfica de evolución demográfica |
|                                  |

| Censo | Población |
| ----- | --------- |
| 1900  | 211       |
| 1910  | 266       |
| 1921  | 276       |
| 1930  | 162       |
| 1940  | 162       |
| 1950  | 221       |
| 1960  | 552       |
| 1970  | 656       |
| 1980  | 733       |
| 1990  | 915       |
| 2000  | 935       |
| 2010  | 1 012     |
| 2020  | 1 310     |